# Nicolás Donin
Nicolás Donin (Nicholas o Nicolas Donin) de La Rochelle, fue un clérigo francés de la primera mitad del siglo XIII, converso al cristianismo procedente de la religión judía. Es principalmente conocido por su papel en la Disputa de París de 1240, que resultó en la quema de todos los ejemplares del Talmud que pudieron encontrarse.
Donin había sido expulsado del gueto de París por el rabino Yechiel de París en presencia de toda la comunidad y con la ceremonia usual. Tras diez años viviendo fuera de la comunidad judía, fue bautizado y profesó como franciscano.
Con un evidente ánimo de venganza, intervino en la persecución de los judíos franceses (tres mil muertes y quinientas conversiones en Bretaña, Poitou y Anjou) que se produjo de forma simultánea a las Cruzadas.
En 1238 Donin fue a Roma, donde denunció ante el papa Gregorio IX treinta y cinco artículos del Talmud como blasfemos desde el punto de vista cristiano, especialmente por cuestionar la virginidad de María y la encarnación divina de Cristo. El papa, convencido de su veracidad, despachó a las autoridades eclesiásticas transcripciones de las acusaciones de Donin, junto con la orden de recoger todas los ejemplares del Talmud y depositarlos en conventos dominicos y franciscanos, para ser quemados si tras examinarlos se corroboraban tales acusaciones.
La orden papal sólo tuvo efectos prácticos en el reino de Francia, donde en marzo de 1240 se ordenó bajo pena de muerte a los judíos entregar sus ejemplares del Talmud. El rey Luis IX ordenó a cuatro de los más eminentes rabinos (Yechiel de París, Moisés de Coucy, Judah de Melun, y Samuel ben Solomon de Château-Thierry) enfrentarse a Donin en un debate público, que tuvo lugar el 12 de junio del mismo año. Los rabinos argumentaron en vano contra los cargos de blasfemia e inmoralidad, principales puntos de su oponente. La comisión real concluyó que los libros debían quemarse. En 1242 fueron llevadas al fuego veinticuatro carretadas, con unos doce mil libros, muchos de los cuales no serían el Talmud, sino cualquier otra literatura en hebreo.